# لیتون–لینسلید
لیتون-لینسلید (به انگلیسی: Leighton–Linslade) یک بلوک شهری در بریتانیا است که در Central Bedfordshire واقع شده‌است.